# Magdalena Fularczyk-Kozłowska
Magdalena Fularczyk-Kozłowska (ur. 16 września 1986 w Wąbrzeźnie) – polska wioślarka, zawodniczka klubu LOTTO-Bydgostia Bydgoszcz, mistrzyni olimpijska w dwójce podwójnej z igrzysk olimpijskich w Rio de Janeiro (2016), brązowa medalistka w dwójce podwójnej na letnich igrzyskach olimpijskich w Londynie (2012), mistrzyni świata z Poznania z 2009, srebrna medalistka w dwójce podwójnej z 2014, brązowa medalistka w dwójce podwójnej z 2010 i czwórce podwójnej z 2013.

## Kariera
Największym sukcesem zawodniczki jest złoty medal igrzysk olimpijskich, które odbyły się w 2016 w Rio de Janeiro.
Reprezentowała barwy KW Wisła Grudziądz, Poznańskiego Towarzystwa Wioślarzy „Tryton” oraz LOTTO-Bydgostia Bydgoszcz.
W parze z Julią Michalską na mistrzostwach świata 2009 zdobyła złoty medal. Rok później z tą samą zawodniczką ukończyła mistrzostwa Europy na 2. miejscu, a mistrzostwa świata na 3. miejscu. Mistrzostwa świata 2011 w parze z Julią Michalską ukończyła na 5. miejscu. Na igrzyskach olimpijskich 2012 w dwójce podwójnej z Julią Michalską zdobyła brązowy medal.
Podczas mistrzostw Europy 2013 w parze z Natalią Madaj zdobyła srebrny medal. Tego samego roku na mistrzostwach świata z Natalią Madaj, Joanną Leszczyńską i Sylwia Lewandowska zdobyła brązowy medal. Kilka dni później w trakcie akademickich mistrzostw Europy zdobyła złoto w dwójce podwójnej oraz w czwórce podwójnej.
W 2014 z Natalią Madaj na mistrzostwach Europy zdobyła złoty medal, a na mistrzostwach świata srebrny medal. Rok później z tą samą zawodniczką na mistrzostwach Europy zdobyła złoty medal. Mistrzostwa świata z Natalią Madaj ukończyła na 4. miejscu.
Awans do finału A tych zawodów zapewnił jej i Natalii Madaj prawo startu na igrzyskach olimpijskich w Rio de Janeiro.
W 2016 na ostatnim sprawdzianie przed startem w Brazylii wraz z Natalią Madaj wzięła udział w zawodach Pucharu Świata rozgrywanych w Poznaniu, które ukończyła na 1. miejscu. XXXI igrzyska olimpijskie z tą samą zawodniczką rozpoczęła od eliminacji, do których przystąpiła w drugim biegu, w którym zwyciężyła z niemal 10 sekundową przewagą nad druga osadą. W półfinale również okazała się najlepsza, przypływając na metę z blisko dwu sekundową przewagą nad drugimi zawodniczkami. W finale przypłynęła na 1. pozycji dając reprezentacji Polski pierwszy złoty medal igrzysk olimpijskich w Rio de Janeiro.
Z Julią Michalską zdobywała czterokrotnie mistrzostwo Polski.

## Osiągnięcia
- Mistrzostwa świata juniorów – Troki 2002 – dwójka podwójna – 2. miejsce.
- Mistrzostwa świata juniorów – Banyloes 2004 – dwójka podwójna – 4. miejsce
- Mistrzostwa świata U23 – Strathclyde 2007 – dwójka podwójna – 3. miejsce.
- Mistrzostwa Europy – Poznań 2007 – czwórka podwójna – 5. miejsce.
- Mistrzostwa Europy – Ateny 2008 – dwójka podwójna – 2. miejsce.
- Mistrzostwa świata U23 – Brandenburg 2008 – dwójka podwójna – 3. miejsce.
- Akademickie mistrzostwa świata – Belgrad 2008 – dwójka podwójna – 1. miejsce.
- Mistrzostwa świata – Poznań 2009 – dwójka podwójna – 1. miejsce[3].
- Mistrzostwa Europy – Montemor-o-Velho 2010 – dwójka podwójna – 2. miejsce[4].
- Mistrzostwa świata – Karapiro 2010 – dwójka podwójna – 3. miejsce[5].
- Mistrzostwa świata – Bled 2011 – dwójka podwójna – 5. miejsce[6].
- Igrzyska olimpijskie – Londyn 2012 – dwójka podwójna – 3. miejsce[7].
- Mistrzostwa Europy – Sewilla 2013 – dwójka podwójna – 2. miejsce[8].
- Mistrzostwa świata – Chungju 2013 – czwórka podwójna – 3. miejsce[9].
- Akademickie mistrzostwa Europy – Poznań 2013 – dwójka podwójna – 1. miejsce[10].
- Akademickie mistrzostwa Europy – Poznań 2013 – czwórka podwójna – 1. miejsce[10].
- Mistrzostwa Europy – Belgrad 2014 – dwójka podwójna – 1. miejsce[11].
- Mistrzostwa świata – Amsterdam 2014 – dwójka podwójna – 2. miejsce[12].
- Mistrzostwa Europy – Poznań 2015 – dwójka podwójna – 1. miejsce[13].
- Mistrzostwa świata – Aiguebelette-le-Lac 2015 – dwójka podwójna – 4. miejsce[14].
- Igrzyska olimpijskie – Rio de Janeiro 2016 – dwójka podwójna – 1. miejsce[1].

## Odznaczenia i wyróżnienia
- Krzyż Kawalerski Orderu Odrodzenia Polski (2009)[23].
- Krzyż Oficerski Orderu Odrodzenia Polski (2016)[24][25]
- Wielka Honorowa Nagroda Sportowa za 2016 rok[26].